# Paseas de Sición
Paseas (en griego antiguo: Πασέας) fue tirano de la polis griega de Sición, en el siglo III a. C.
Era el padre de Abántidas, también tirano de Sición, al que sucedió cuando este murió asesinado por los habitantes de la ciudad cuando tenía un debate filosófico en el ágora. Murió a manos de Nicocles, que se hizo con la tiranía en 251 a. C.